# Giorno segreto
Giorno segreto è un romanzo di Rodolfo Doni, pubblicato nel 1976 come seguito di Muro d'ombra. 

## Trama
La vicenda si svolge nel 1974 a Firenze ed è narrata principalmente in prima persona.
Marco, un brillante imprenditore di cinquantaquattro anni, si trova ad affrontare su molteplici fronti le sfide della vita. Partito dalla condizione di operaio, aveva a suo tempo rilevato l'azienda del suocero, grazie al matrimonio con Clara, dalla quale ha avuto due figli: Mario e Maria, di circa 20 e 18 anni. Ma, da una relazione che ha avuto la potenza dell'amore irrinunciabile, Marco ha anche un altro figlio, il diciassettenne Maurizio, con il quale ha tenuto un costante rapporto.
La ricerca di una dimensione cristiana ha portato Marco, dopo vari incontri, a frequentare il gesuita don Alberigo e ad attingere agli stimoli che il gentile religioso trasmette a chi lo ascolta. Trovandosi chiamato a mettere ordine nella sua vita, animato da una sete di fede, di giustizia, di carità, Marco si scontra con la dura realtà: vorrebbe unire i suoi figli, vorrebbe che si amassero, ma ciò è un azzardo per il fragile Maurizio che vede crollare un padre amato e ritenuto suo. Anche la sensibile Maria e il solido Mario hanno in serbo molte sorprese e, quanto alle due donne, madri entrambe amate da Marco, si rivelano sempre più preparate di lui alle varie contrarietà.
E sul fronte dell'azienda, i propositi di Marco sono tanto avanzati da attirargli l'ostilità del socio: l'ambizione infatti è quella rivoluzionaria di una co-gestione con la componente operaia. Tanto difficile sembra questa realizzazione che persino le componenti sindacali tendono a confinare Marco nel ruolo del sognatore puro ed eludono la sostanza della proposta.
Sebbene molto vincolato dalle molteplici vicende della sua vita, Marco riesce a mantenere la fedeltà interiore ai suoi propositi. Quanto alla risoluzione di ciascun problema, sarebbe impossibile nei pochi mesi narrati dal libro: si assiste perciò ad una modesta, ma concreta rappacificazione finale, che lascia aperte le varie questioni.

## Opere derivate
Da Giorno segreto è stata tratta nel 1978 l'omonimo sceneggiato televisivo in tre episodi, regia di Raimondo Del Balzo, prodotta dalla RAI Radiotelevisione Italiana.